# Kenichi Shinoda
Kenichi Shinoda (篠田 建市, Shinoda Kenichi; Oita, 26 januari 1942) is een Japans crimineel. Shinoda is sinds 2005 het hoofd (kumicho) van de Yamaguchi-gumi.